# Mike Florette
Mike Florette, egentligen Hans Mikael Duvringe, född 2 augusti 1960, är en svensk artist, komiker och föreläsare.
Han har medverkat i en rad tv-program som Släng dig i brunnen, Skilda Världar och Snacka om nyheter. Han har även medverkat i flera reklamfilmer samt dubbat i tv-serien Den lilla sjöjungfrun. Florette har gjort en mängd radiokrönikor och ett intervju-radioprogram om humor. Han är organisationskonsult och gav hösten 2006 ut sin bok Tvärtom Både och & Lite till. 2010 kom hans bok Oväder i hjärnan. 2015 kom boken Psykopater i arbetslivet som har uppmärksammats mycket i media. Florette är retoriker och organisationskonsult som hjälper företag med utveckling, personal och ledarskap.